# Донахади
Донахадѝ (на английски: Donaghadee;на ирландски: Domhnach Daoi) е град в източната част на Северна Ирландия. Разположен е на брега на Ирландско море в район Ардс на графство Даун на около 29 km източно от централната част на столицата Белфаст. Има риболовно пристанище. Населението му е 6869 жители, според данни по данни от 2011 г.